# Katedra św. Piotra i Pawła w Bernie
Katedra św. Piotra i Pawła w Bernie - główna świątynia Kościoła Chrześcijańskokatolickiego w Szwajcarii, znajdująca się przy ul. Rathausgasse 2 w Bernie.
Pochodząca z XIX wieku katedra, została wybudowana w latach 1858–1864 i była pierwszym katolickim kościołem w Bernie, w bezpośrednim sąsiedztwie ratusza. Architektura kościoła była przedmiotem międzynarodowego konkursu, w którym udział wzięli czołowi architekci sakralni - ostatecznie zwyciężyła koncepcja mieszanej świątyni o charakterze romańskim, z elementami gotyckimi.  
Pierwszą rzymskokatolicką mszę św. celebrowano 13 listopada 1864 roku. Od 1875 roku świątynia jest katedrą Kościoła Chrześcijańskokatolickiego w Szwajcarii, będąc kościołem macierzystym zwierzchnika szwajcarskich starokatolików. Tutaj w dniu 9 maja 2002 r. podczas uroczystego nabożeństwa ks. Fritz René Müller otrzymał święcenia biskupie z rąk Arcybiskupa Utrechtu, dra Jorisa Vercammena; współkonsekratorami byli: biskup prof. Wiktor Wysoczański z Polski i biskup Joachim Vobbe z Niemiec.
Katedra należy do parafii starokatolickiej pod tym samym wezwaniem, którą tworzy ok. 700 starokatolików z samego Berna, a także odległych miejscowości. W kantonie Berno Kościół Chrześcijańskokatolicki uznany jest za jeden z trzech głównych Kościołów krajowych, podlegający szczególnej ochronie prawnej. Msze św. odbywają się w środę o 18:30 i niedzielę o 9:30. Od 29 stycznia 2006 roku proboszczem parafii jest ks. Christopher Schuler. 